# 広川禎秀
広川（廣川）禎秀（ひろかわ ただひで、1941年 - ）は、日本の歴史家。大阪市立大学名誉教授。

## 経歴
日本近代史の研究者として、以下の共同研究を率いた。
- 「近代日本における地域社会の変貌と民衆運動に関する総合的研究」
- 「戦後社会運動史の実証的研究－北原泰作文書の分析を通してー」
- 「近代都市大阪における諸階層の形成,および生活実態と価値意識」
- 「近代日本の都市社会構造の総合的研究－都市諸階層の生活実態と社会関係を基軸としてー」

京都大学大学院を経て同大助手。その後、大阪市立大学助教授を経て1988年、同教授、現在は名誉教授。公益社団法人部落問題研究所研究員。

## 著作一覧
- 『戦後社会運動史論3』（山田敬男との共編、大月書店）
- 『戦後社会運動史論2』（山田敬男との共編、大月書店）
- 『戦後社会運動史論』（山田敬男との共編、大月書店）
- 『恒藤恭の思想史的研究』（大月書店）